# Idiocera (Idiocera) flintiana
Idiocera (Idiocera) flintiana is een tweevleugelige uit de familie steltmuggen (Limoniidae). De soort komt voor in het Nearctisch gebied.